# Canton de Caen-7
Le canton de Caen-7 est une ancienne division administrative française située dans le département du Calvados et la région Basse-Normandie.

## Géographie
Ce canton est organisé autour de Caen dans l'arrondissement de Caen. Il est formé d'une partie de Caen et de la commune de Mondeville.

## Histoire
Le canton est créé par le décret no 82-132 du 5 février 1982 portant modification et création de cantons dans le département du Calvados (Caen-1 à Caen-10). Il est supprimé par le décret no 2014-160 du 17 février 2014 dans le cadre du redécoupage cantonal de 2014.

## Représentation
| Période | Période | Identité                       | Étiquette | Qualité                                                    |
| ------- | ------- | ------------------------------ | --------- | ---------------------------------------------------------- |
| 1982    | 1994    | Jean-Pierre Michel (1944-2007) | PS        | Maître de conférences de géographie à l'université de Caen |
| 1994    | 2008    | Jean-Michel Gasnier            | PS        | Professeur de collège Maire de Mondeville (1977-2008)      |
| 2008    | 2015    | Bertrand Havard                | PS        | Exploitant agricole, adjoint au maire de Mondeville        |

Le canton participe à l'élection du député de la deuxième circonscription du Calvados.

## Composition

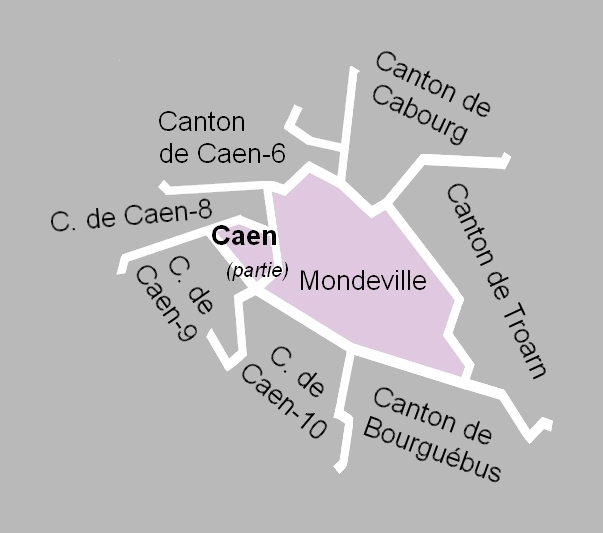
La carte de composition et localisation du canton. Les cantons limitrophes étaient ceux de Caen-8, de Caen-6, de Cabourg, de Troarn, de Bourguébus, de Caen-10 et de Caen-9.

Le canton de Caen-7 se composait de la commune de Mondeville et d’une fraction de la commune de Caen. Il comptait 13 853 habitants en 2012 (population municipale).
La partie de Caen comprise dans ce canton était le quartier Demi-Lune (bureau de vote 17). La limite nord est constituée par la ligne Paris - Cherbourg, la limite ouest par les rues Roger Bastion, des Muets, Léon Marcotte, Baumier (sud), le boulevard Leroy (partie), les rues Victor Lépine (nord), de la Touques, Pierre Gringoire (sud) et l'avenue Sainte-Thérèse. Les limites sud et est sont les limites communales.
À la suite du redécoupage des cantons pour 2015, la commune de Mondeville est rattachée au canton d'Ifs et la partie de Caen de ce canton à celui de Caen-4.
Le canton de Caen-7 n'incluait aucune commune supprimée depuis 1795.

## Démographie
| 1982 | 1990   | 1999   | 2006   | 2011   | 2012   |
| ---- | ------ | ------ | ------ | ------ | ------ |
| -    | 13 811 | 14 775 | 14 564 | 13 785 | 13 853 |